# Cheilosia pollinata
Cheilosia pollinata är en tvåvingeart som beskrevs av Barkalov 1982. Cheilosia pollinata ingår i släktet örtblomflugor, och familjen blomflugor. Inga underarter finns listade i Catalogue of Life.